# Tetranthera pulcherrima
Tetranthera pulcherrima là loài thực vật có hoa trong họ Nguyệt quế. Loài này được Wall. miêu tả khoa học đầu tiên năm 1830.